# All the Year Round

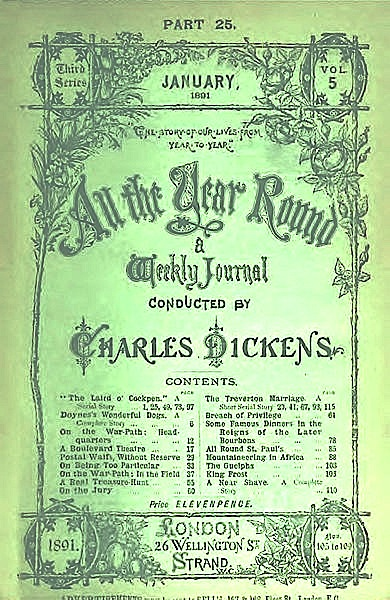
Copertina del terzo numero (gennaio 1891)

All the Year Round fu un periodico settimanale inglese fondato da Charles Dickens, e pubblicato tra il 1859 e il 1895 in tutto il Regno Unito. Edito da Dickens, fu il diretto successore della rivista Household Words, abbandonata a causa di una disputa con i precedenti editori. Ospitò la pubblicazione di diversi romanzi, inclusi Racconto di due città e Grandi speranze di Dickens. Dopo la morte di quest'ultimo (avvenuta nel 1870) venne poi edito dal suo figlio maggiore, Charles Dickens Jr. Fu stampata dall'editore "Chapman e Hall".

## L'origine del nome

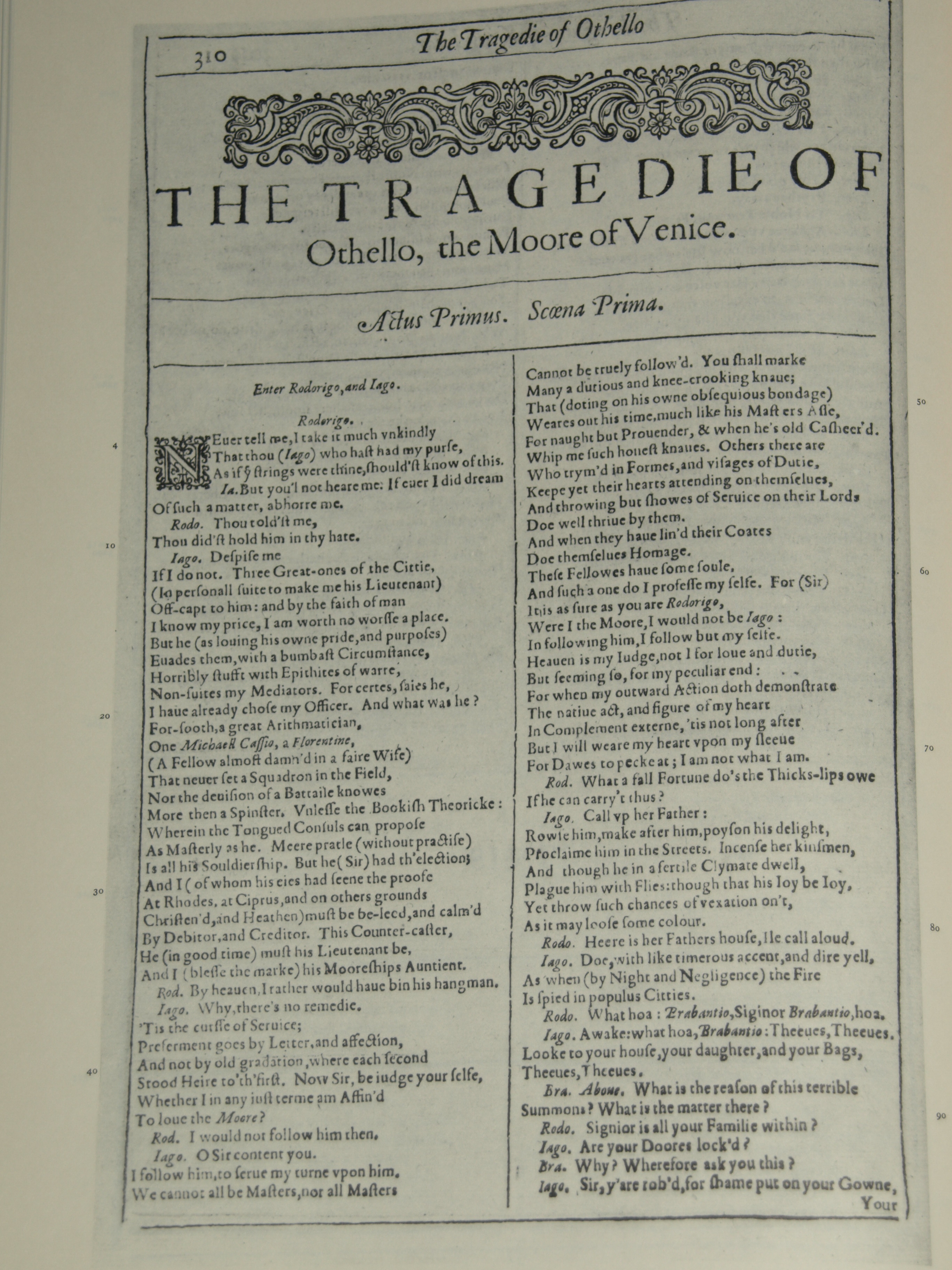
La pagina dell'edizione originale dell'Otello in una ristampa anagrafica della "Norton facsimile edition", pubblicata nel 1996.

Come aveva fatto per "Household Words" Dickens cercò un titolo derivato da una citazione shakespeariana, che trovò il 28 gennaio 1859 (tratta dall'Otello, atto primo, scena terza, versi 128-129), che fu spiegata nel titolo:
(Intestazione del giornale)

## Opere pubblicate

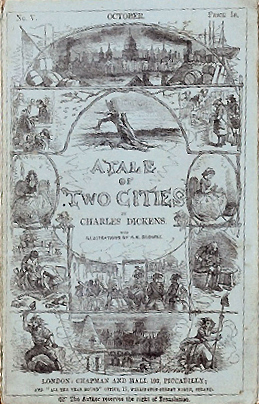
Copertina del V fascicolo di Racconto di due città, pubblicato a puntate (come le altre opere di Charles Dickens qui elencate) sulla rivista.

Fra le opere pubblicate in questo giornale spiccano:
Opere di Charles Dickens
- Racconto di due città (Pubblicato in 31 puntate settimanali dal 30 aprile al 26 novembre del 1859), che costituisce l'unico romanzo storico di Dickens insieme a "Barnaby Rudge";
- Grandi speranze (Dal 1º dicembre 1860 ad agosto 1861), composto da 799 pagine;
- The Uncommercial Traveller (Dal 28 gennaio 1860 al 13 ottobre 1860, più gli anni 1863-1865 e 1868-1869), serie di considerazioni letterarie.

Opere di Wilkie Collins

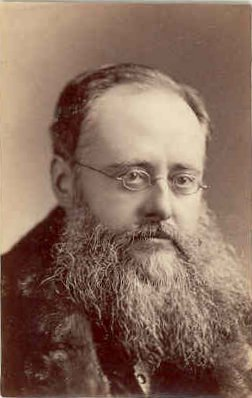
Wilkie Collins (ritratto nella foto di Napoleon Sarony a 50 anni) pubblicò varie opere sulla rivista

- La donna in bianco (Dal 29 novembre 1859 al 1860)
- Senza nome
- La Pietra di Luna

Opere di Anthony Trollope
- Il figlio del duca (Dal 1879 a data sconosciuta)

Opere di Edward Bulwer-Lytton
- Una strana storia (Dal 10 agosto 1861 all'8 marzo 1862)

## Altri contributori
Altri scrittori che contribuirono furono:
- Sarah Doudney[2]
- Elizabeth Gaskell;
- Charles Lever;
- Charles Reade;
- Frances Trollope;

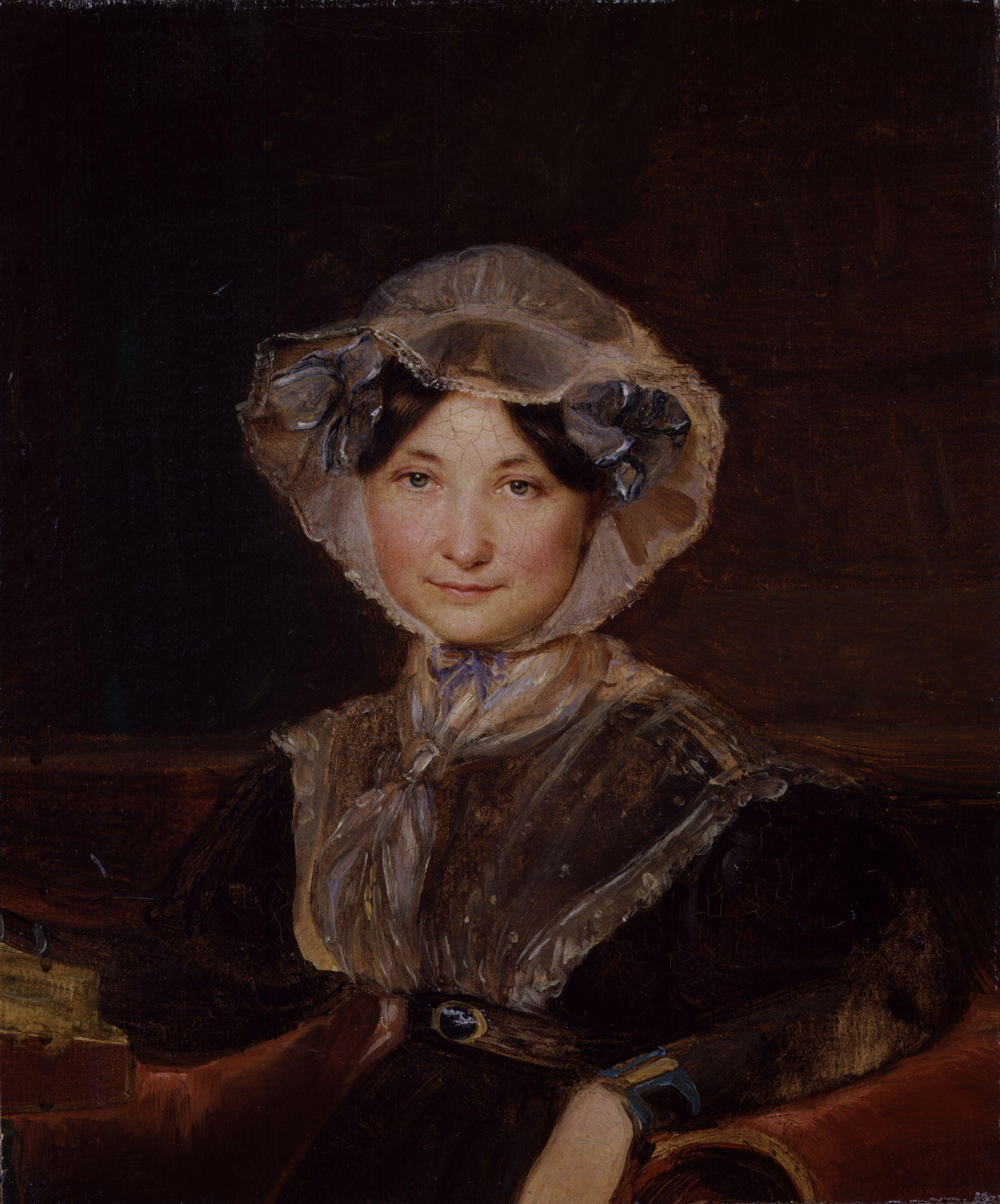
Frances Trollope in un ritratto di Auguste Hervieu.

- Sheridan Le Fanu, scrittore di 6 brevi storie nel 1870 (più tardi unite nella raccolta "Madam Crowl's Ghost", "Il fantasma di Madama Crowl");
- Adelaide Anne Procter, autrice di poemi (più tardi uniti nella raccolta "Legends and Lyrics", "Leggende e Liriche");
- Hesba Stretton, scrittrice di opere di letteratura infantile;
- Walter Goodman, autore di strisce umoristiche;
- George Augustus Sala, che realizzò strisce su viaggi a Costantinopoli, Roma e San Pietroburgo;
- E A Worthington, autore di strisce umoristiche;
- Henry Morley, occupatosi di articoli informativi su storia, politica, economia e letteratura, fra cui uno sulla Guerra di Secessione americana;
- Charles Collins (fratello minore di Wilkie, nonché figlio acquisito di Dickens), redattore di reportage e articoli su arte e architettura, caratterizzati da una particolare vena di malinconico umorismo, come "David Fudge";
- Eliza Lynn Linton